# Station Miłkowice
Station Miłkowice is een spoorwegstation in de Poolse plaats Miłkowice.